# Fantasy Island (serie televisiva 1998)
Fantasy Island è una serie televisiva statunitense del 1998-1999, ideata da Bob Josephson e trasmessa originariamente dalla ABC. La serie è un remake della serie originale Fantasilandia, trasmessa dal 1977 al 1984 e interpretata da Ricardo Montalbán (Mr. Roarke) e Hervé Villechaize (Tattoo).

## Trama
Fisher e Clia, responsabili di un'agenzia di viaggi, organizzano le vacanze su di un'isola chiamata Fantasy Island, che ospita un resort nel quale è possibile realizzare "magicamente" ogni propria fantasia. Proprietario del resort è il misterioso Mr. Roarke, assistito da una sorta di genio mutaforma femminile di nome Ariel, da un "tuttofare" di nome Cal e da un concierge di nome Hal.

## Episodi
| Stagione       | Episodi | Prima TV USA | Prima TV Italia |
| -------------- | ------- | ------------ | --------------- |
| Prima stagione | 13      | 1998-1999    | inedita         |

## Personaggi e interpreti
- Mr. Roarke, interpretato da Malcolm McDowell.
È l'enigmatico proprietario e autoproclamato "maestro di cerimonie" del resort di Fantasy Island. Capace di fare miracoli e di compiere l'impossibile, conduce le persone sull'isola con la scusa di realizzare la loro fantasia più segreta. Tuttavia, alla fine le sue azioni li conducono a ricevere ciò che i loro cuori vogliono in realtà o addirittura a mostrare loro gli errori dei loro comportamenti. Sebbene Mr. Roarke abbia quasi sempre le migliori intenzioni nei confronti dei suoi ospiti, possiede anche un oscuro senso dell'umorismo e uno spirito critico con sfumature sarcastiche. L'episodio 10, Let Go, rivela che ha una figlia adottiva, Miranda, l'unica sopravvissuta di un naufragio avvenuto nelle vicinanze dell'isola. Miranda abbandona l'isola per vivere nel mondo esterno dopo aver compiuto i 18 anni, divenendo medico e sposandosi, ma non conservando alcun ricordo di Fantasy Island o di Mr. Roarke, una volta lasciata l'isola.
- Ariel, interpretata da Mädchen Amick.
È l'assistente di Mr. Roarke. Sebbene sia incredibilmente vecchia, fisicamente ha l'apparenza una giovane donna e la capacità di trasformarsi in varie donne per assecondare le fantasie degli ospiti. È molto affezionata a Mr. Roarke e sembra che abbia avuto una relazione sentimentale con lui in passato. Sostiene di essere stata con tanti uomini quanti sono i granelli di sabbia che possono essere contenuti nel pugno di una mano. Nell'episodio 9, Wishboned, viene accennato che potrebbe essere un jinn (un genio della mitologia preislamica e musulmana): quando un ospite richiede una particolare fantasia, presentandole una bottiglia che assomiglia a quella di Jeannie (Barbara Eden), la protagonista di Strega per amore (I Dream of Jeannie, 1965-1970), esprime disappunto affermando: "Sai cosa penso delle bottiglie" e la scena si chiude con una clip che cita la sigla della serie televisiva degli anni sessanta.
- Cal, interpretato da Louis Lombardi.
Sebbene venga presentato principalmente come il fattorino del resort, è in realtà il "tuttofare" che ha anche vari altri compiti, quali: barista, cameriere, cuoco e persino pilota di elicottero. Nella sua vita precedente era un piccolo criminale, ma si è guadagnato la possibilità di ricominciare una vita all'età di 10 anni, grazie a Mr. Roarke.
- Harry, interpretato da Edward Hibbert.
È il concierge del resort dell'isola. Era il portiere di un hotel bruciato in un incendio, dal quale Roarke lo ha salvato.
- Fisher, interpretato da Fyvush Finkel.
È un agente di viaggio che organizza i viaggi a Fantasy Island all'inizio di ogni episodio. Non gli piace rimanere bloccato in agenzia mentre Mr. Roarke è sull'isola e spera un giorno di sostituirlo.
- Clia, interpretata da Sylvia Sidney.
È una donna che gestisce l'agenzia di viaggi assieme a Fisher.

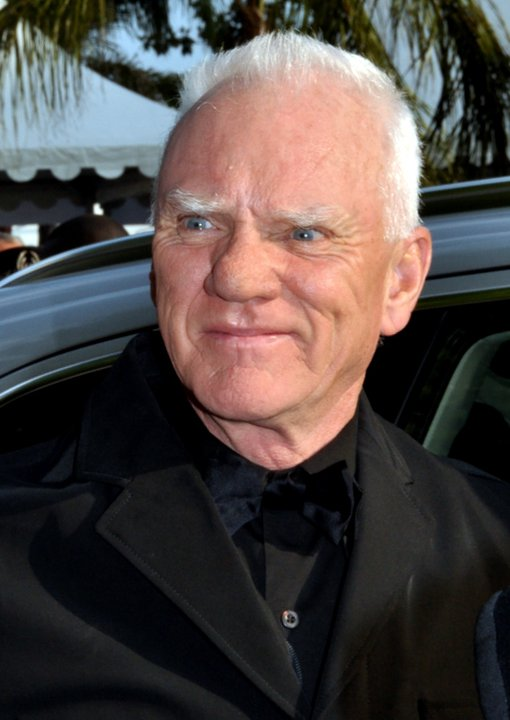
Malcolm McDowell, interprete di Mr. Roarke
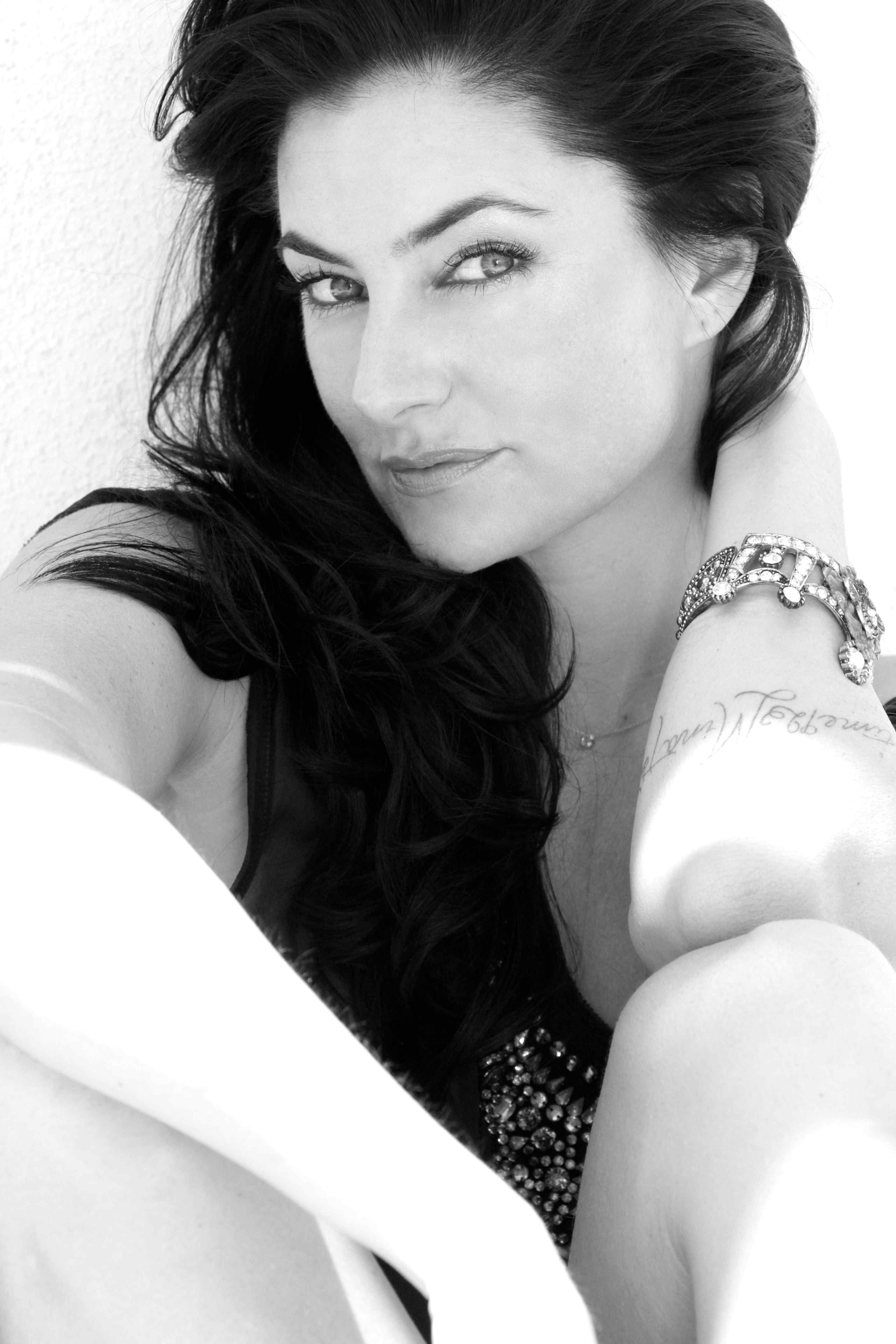
Mädchen Amick, interprete di Ariel
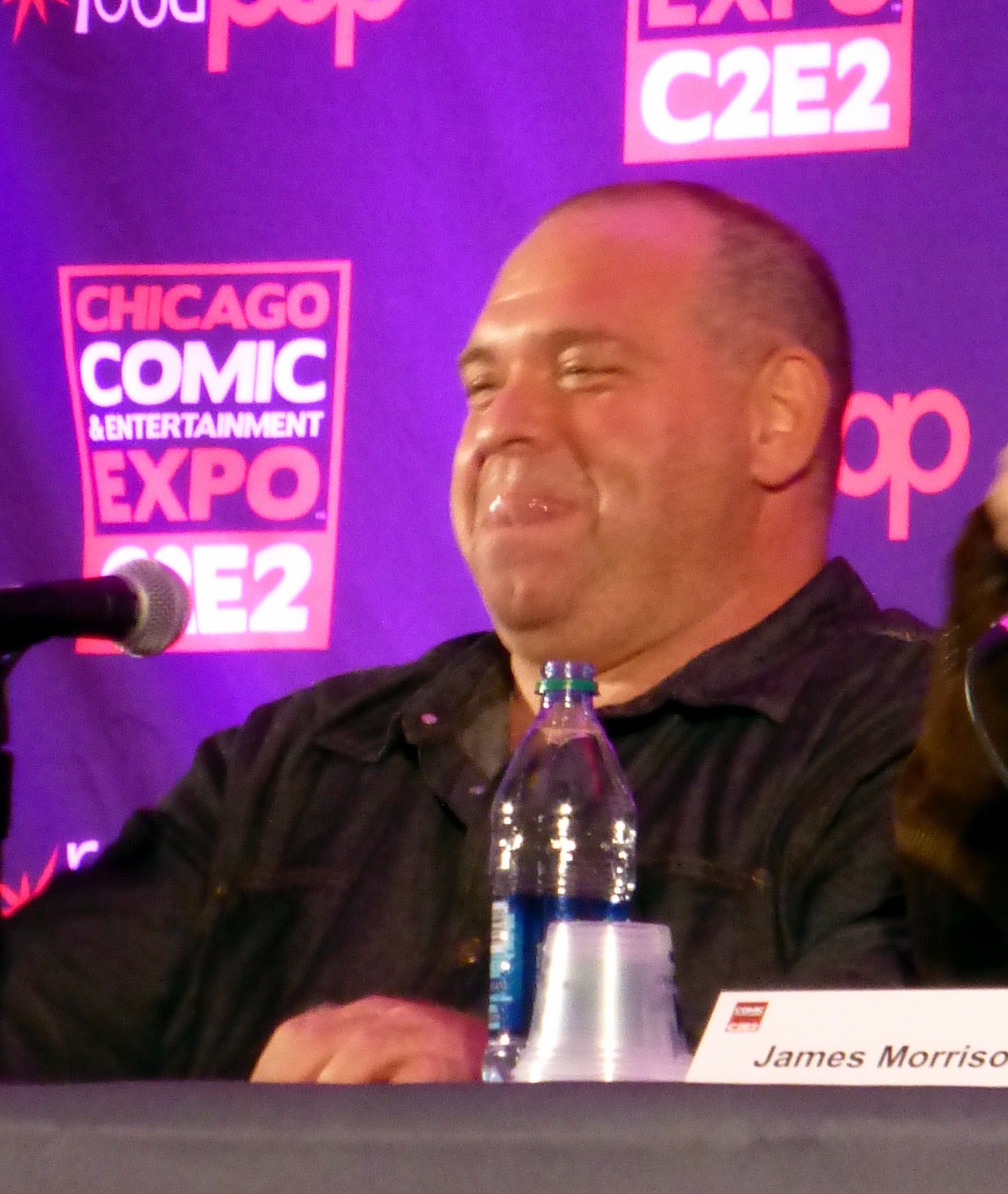
Louis Lombardi, interprete di Cal
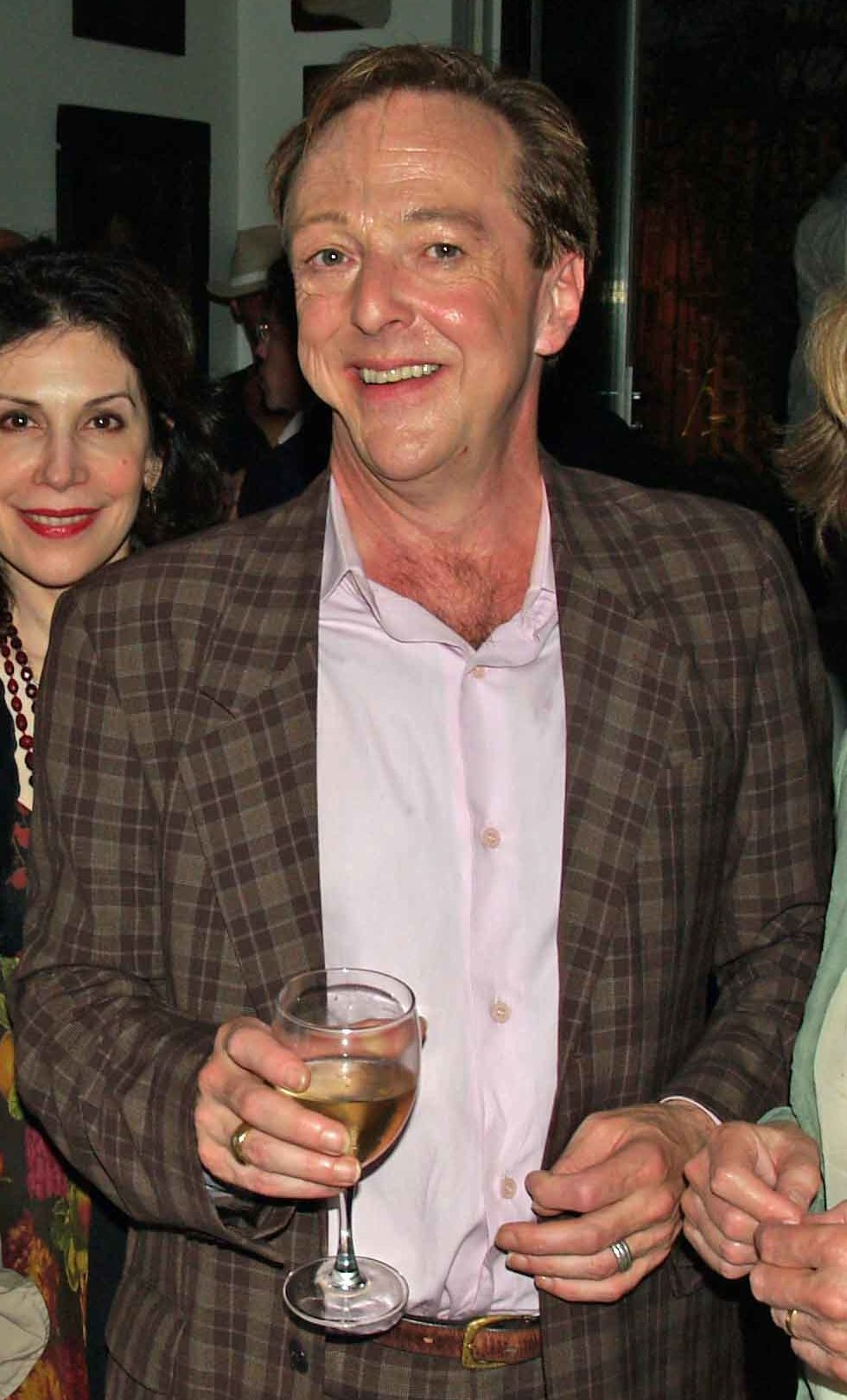
Edward Hibbert, interprete di Harry
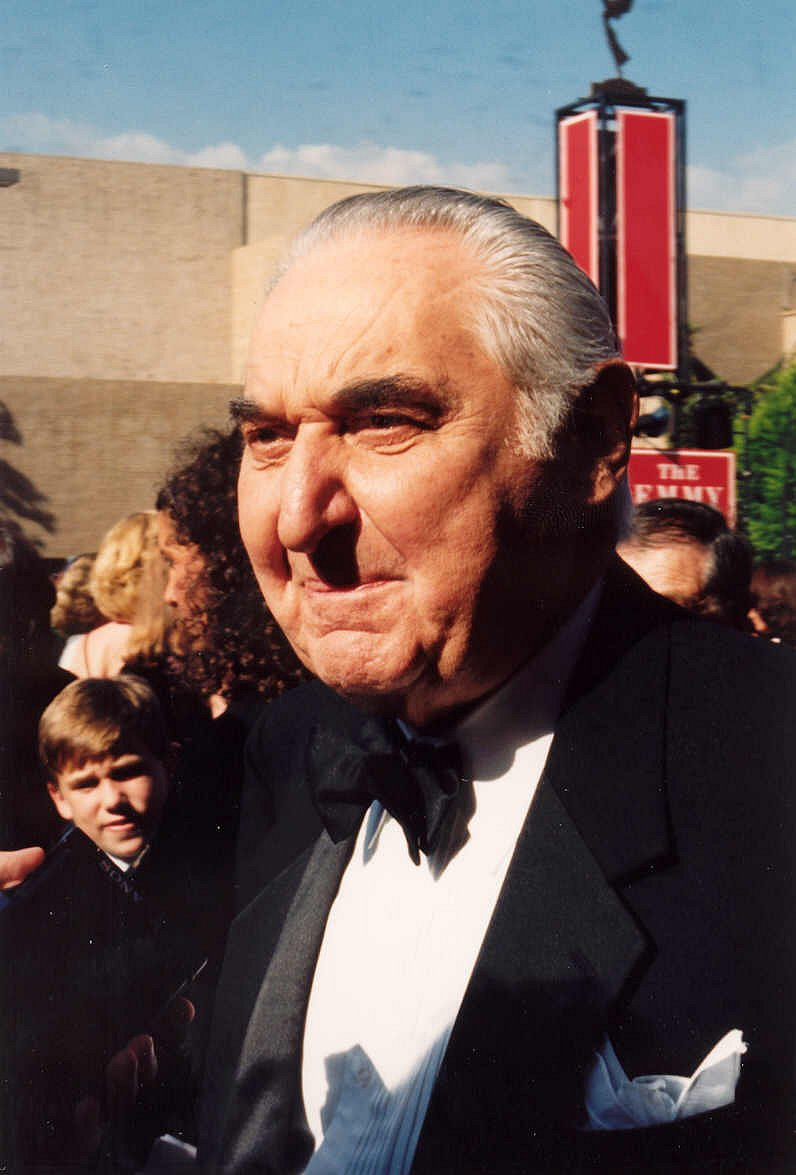
Fyvush Finkel, interprete di Fisher
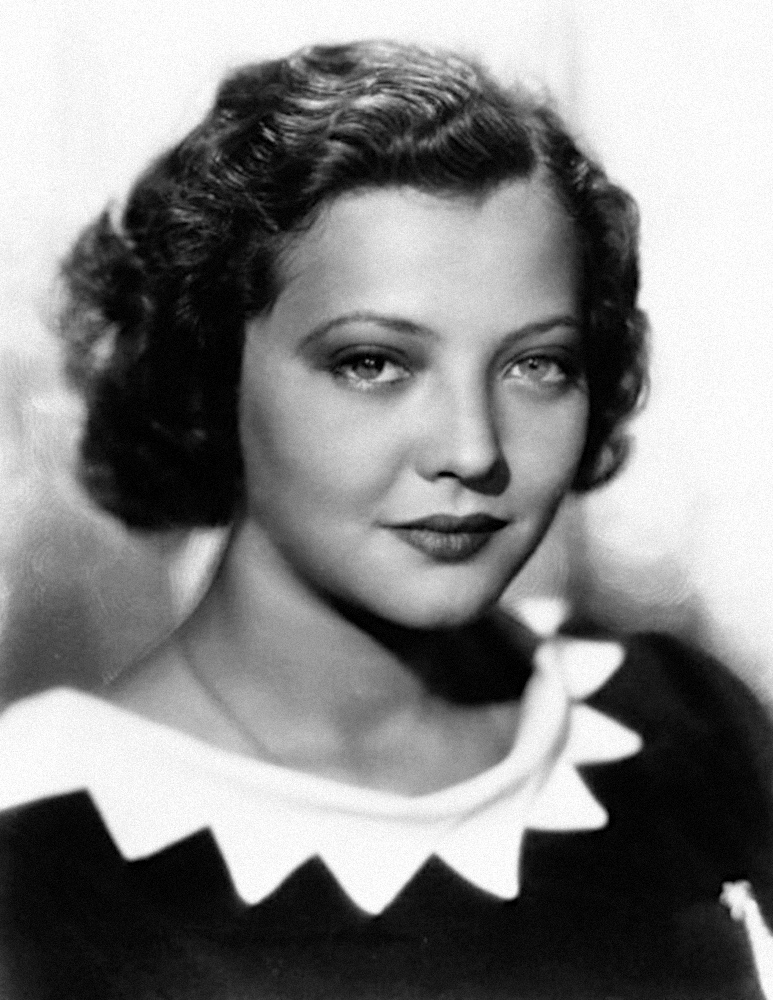
Sylvia Sidney, interprete di Clia

## Produzione
Nel 1998, la ABC decide di produrre un remake di Fantasilandia, destinata a essere trasmessa nella fascia oraria del sabato. Il ruolo di Mr. Roarke viene affidato all'attore britannico Malcolm McDowell e, a differenza della serie originale, la natura soprannaturale del suo personaggio e della stessa Fantasy Island viene enfatizzato fin dall'inizio, insieme a una dose di umorismo nero.. Il regista Barry Sonnenfeld, noto per il dittico sulla Famiglia Addams, comprendente i due film La famiglia Addams (The Addams Family, 1991) e La famiglia Addams 2 (Addams Family Value, 1993), è una delle principali forze creative della serie. La serie viene girata in esterni alle isole Hawaii, contrariamente alla serie originale, girata in sesterni in California. Il remake inoltre segue le storie di almeno due ospiti e una sottotrama aggiuntiva che coinvolge membri dello staff, solitamente Cal e Harry. Laddove invece la serie originale prevedeva uno scrittore e un titolo separati per ciascuna sottotrama, la nuova serie è composta da diverse storie unite da un unico tema e un unico titolo.
Per la nuova serie il cast di personaggi che circonadno il protagonista viene ampliato, ma non viene compiuto alcun tentativo di reintegrare il personaggio di Tattoo, uscito dalla serie originale alla fine della penultima stagione, con Mr. Roarke che invece conta su una squadra di assistenti - prima dei quali è una bellissima donna mutaforma di nome Ariel - a cui viene assegnato il compito di aiutare a creare e mantenere i vari mondi immaginari creati sull'isola. Questi assistenti viene lasciato intendere siano divenuti tali perché finiti prigionieri dell'isola per saldare qualche debito con Mr. Roarke o guadagnarsi la possibilità di rifarsi una vita, a volte suggerendo di trovarsi in una sorta di Limbo, suggerendo una sorta di parallelismo con La tempesta di William Shakespeare. Tale suggestione è rafforzata dal fatto che la figlia adottiva di Mr. Roarke si chiama Miranda, così come Miranda, la figlia di Prospero, protagonisti del dramma shakespeariano; l'assistente di Roarke si chiama Ariel, proprio come lo spirito che assiste Prospero nelle sue magie, e il "tuttofare" dell'isola si chiama Cal, che suggerisce essere diminutivo di Calibano, il mostro che Prospero tiene prigioniero obbligandolo a svolgere alcuni compiti che egli gli assegna. Viene inoltre lasciato intendere che la stessa isola sia la fonte dei misteriosi poteri di Mr. Roarke, dal momento che i suoi assistenti sono in grado di esercitare la sua stessa magia con vari gradi di successo, e la stessa Miranda, mentre era sull'isola, possedeva poteri similari.
Nel tentativo di differenziare il remake dalla serie originale, il nuovo Mr. Roarke veste abitualmente di nero, laddove Ricardo Montalbán e Hervé Villechaize vestivano invece sempre di bianco. Nel primo episodio Mr. Roarke prese l'unico abito nero da un armadio di abiti bianchi e ordina che il resto venga bruciato. Sempre durante il primo episodio, un assistente suona la campana in cima alla torre, gridando "Plane! Plane!" (lett. "L'aereo! L'aereo!" - frase che cita quella divenuta cult gridata da Tattoo nella serie originale, "Da plane! Da plane" -, al che Mr. Roarke gli ordina di non farlo di nuovo con tanto entusiasmo.
Gli episodi del remake iniziano e si concludono regolarmente con una sequenza ambientata nell'agenzia di viaggio gestita da Fisher (Fyvush Finkel) e Clia (Sylvia Sidney, qui nella sua ultima interpretazione), dove vengono prenotate le fantasie. Roarke assegna loro gli incarichi inserendo i contratti in un tubo pneumatico che in qualche modo collega l'isola con l'agenzia di viaggi e il mondo esterno.

## Distribuzione
La serie è stata originalmente trasmessa dalla ABC dal 26 settembre 1998 al 23 gennaio 1999, durante la stagione televisiva 1998-1999. La serie è stata tuttavia cancellata a metà stagione e gli episodi rimanenti sono andati in onda su Sci Fi Channel. Successivamente è andata in onda anche su UPN.